# Contea di Zhengding
La contea di Zhengding (正定县S, ZhèngdìngP) è una contea della Cina, situata nella provincia di Hebei e amministrata dalla prefettura di Shijiazhuang.